# 伦斯多夫
伦斯多夫（德語：Rengsdorf）是德国莱茵兰-普法尔茨州的一个市镇。总面积6.91平方公里，总人口2642人，其中男性1312人，女性1330人（2011年12月31日），人口密度382人/平方公里。

## 友好城市
- 法國 圣皮埃尔勒穆捷